# Löhlitz
Löhlitz ist ein Gemeindeteil der Stadt Waischenfeld im Landkreis Bayreuth (Oberfranken, Bayern). Die Gemarkung Löhlitz hat eine Fläche von 4,625 km². Sie ist in 817 Flurstücke aufgeteilt, die eine durchschnittliche Flurstücksfläche von 5660,54 m² haben. In ihr liegt neben dem namensgebenden Ort der Gemeindeteil Schafhof.

## Geografie
Das Dorf Löhlitz liegt in einem alten Kerbtal etwa zwei Kilometer südwestlich der Quelle des Schmierbachs, der am Talausgang bei Nankendorf in die Wiesent mündet. Es befindet sich etwa drei Kilometer nordnordöstlich von Waischenfeld auf einer Höhe von 394 Metern.

## Lage
Die Eisensandstein-Höhen sind zumeist mit Kiefernwald bedeckt. Der Hüllberg ist die südliche Verlängerung des dunkel bewaldeten Appenbergs, dessen Nordstirn durch das Truppachtal vom Plankenstein getrennt wird. Der Löhlitzer Wald hat mehrere Reviere, deren Namen vielfach die dortige Grenze zwischen den Landkreisen Ebermannstadt und Bayreuth bezeichnen, die mit der alten bambergischen und bayreuthischen Grenze identisch ist.
Am Löhlitzer Anger, östlich von Nankendorf, beginnt ein Gebiet, das den im östlichen Franken noch mehrfach vorkommenden Namen Landsgemeinde trägt und sich über die Waldberge hinweg bis Weiher, Eichig und Kirchahorn im Ahorntal erstreckt. Die Landsgemeinde an der nur ganz bestimmte Rechtsdörfer Anteil hatten, ist ein Markwald mit einst genossenschaftlicher Nutzung der in der Centene bzw. Forestis Waischenfeld und Nankendorf auf ursprünglichem Königsboden angesiedelten Leute.
Der Ansitz Vorstube (Forsthube) scheint eine nördliche Entsprechung in Löhlitz selbst gehabt zu haben, wo die Turmhügelburg Löhlitz nahe dem Schmierbach und ein mauerumgürtetes Schloss am westlichen Hang beim heutigen Wirtshaus stand. Die Turmhügel-Anlage in der Aue steckt teilweise in einem später darauf errichteten Haus mit Wirtschaftsgebäude und Backofen. Dass es sich um einen Rundturm handelte, ist aus den noch vorhandenen Resten ersichtlich. Von einem Rinnsal aus der sich östlich anschließenden Aue wurde der Graben gespeist. Der Schmierbach fließt nahe vorbei. Vom Ringwall sind noch Reste sichtbar. Die bei Dorfbewohnern geläufige Bezeichnung Schlosshof bezieht sich allerdings auf den Gemeindeteil am Westufer des Baches, während die Turmhügelanlage in der Aue als Wasserschloss bekannt ist.

## Geschichte
Das Dorf Löhlitz wurde 1380 als „Lelaycz“ erstmals urkundlich genannt. Um 1500 hatte es 20 steuer- und zinsbare Leute, darunter auch einen Hintersassen der Bayreuther Stadtkirche auf einer Selde.
Das Wasserschloss war noch 1453 der Ansitz eines Contz von Christanz (ein Zweig der Groß von Trockau; in Christanz im Ahorntal war ebenfalls ein Turmhügel mit Wassergraben und Wall inmitten des Ortes noch in Resten erkennbar). Auf dem Ansitz des westlichen Hanges saß ein Lehenmann der Egloffsteiner, von denen das Rittergut 1682 an das Hochstift Bamberg heimfiel; bis zur Säkularisation (1803) befand sich darin der bambergische Jäger (Jägerhaus). Zum Rittergut gehörte der etwa einen Kilometer südwestlich gelegene Schafhof.
Durch die zu Beginn des 19. Jahrhunderts im Königreich Bayern durchgeführten Verwaltungsreformen wurde der Ort eine Ruralgemeinde, zu der die Einöde Schafhof gehörte. Im Zuge der Gebietsreform in Bayern wurde die Gemeinde Löhlitz am 1. Januar 1972 zunächst nach Plankenfels eingemeindet. Am 1. Mai 1978 erfolgte die Umgemeindung nach Waischenfeld.

### Name
Der Ortsname war bis 1692 einem ständigen Wandel unterworfen und die Deutung gilt als umstritten. Von im Jahr 1380 „Lelaycz“, über 1398 „Lelaz“, 1422 „Leleitz“ oder „Leletz“, über 1452 „Lelicz“ besteht seit 1692 der als „Löhlitz“ auch urkundlich überlieferte Name bis heute. Er ist slawischen Ursprungs und bedeutet Leute, Angehörige des Lelek. Er stammt vermutlich von slawischen Rodungsbauern, die dort im Mittelalter mit ihren Familien angesiedelt wurden.